# Sacrario militare di Pocol
Il sacrario militare di Pocol (detto anche ossario di Pocol) sorge a 1535 m s.l.m., presso la SS 48 delle Dolomiti Cortina-Passo Falzarego, in località Pocol, a pochi chilometri da Cortina d'Ampezzo.

## Storia
Il sacrario, progettato dall'ingegnere Giovanni Raimondi e terminato nel 1935, è costituito principalmente da una massiccia torre quadrangolare in pietra, che svetta su Pocol e che risulta ben visibile da tutta la Valle d'Ampezzo. Conserva le ossa di 9 707 caduti italiani (tra cui anche quelle del generale Antonio Cantore, morto nel 1915 sulle Tofane, e quelle del tenente Francesco Barbieri, del 7º Reggimento Alpini, caduto presso Costabella), di cui 4 455 rimasti ignoti, e di altri 37 caduti austro-ungarici noti. Al piano superiore si trovano le tombe di altre due medaglie d'oro al valor militare: quella del cap. Riccardo Bajardi (caduto a Cima Sief) e quella del ten. Mario Fusetti (caduto in Sass de Stria il cui corpo non fu mai ritrovato).
Nel 1932 furono trasferiti qui alcuni soldati italiani che prima erano stati sepolti al cimitero austro-ungarico di Brunico e al cimitero austro-ungarico Burg di San Candido.

## Galleria d'immagini

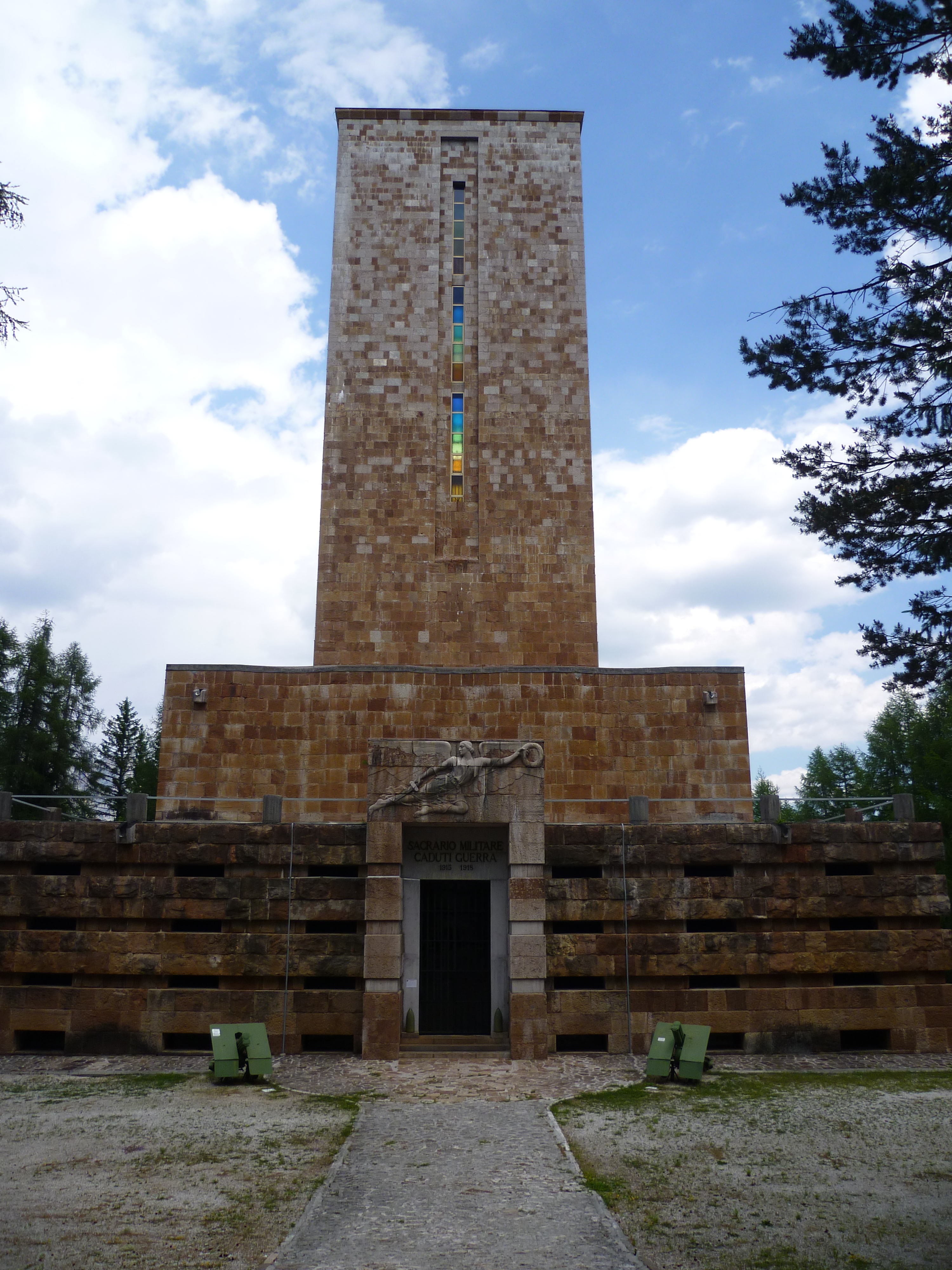
Ossario del sacrario militare
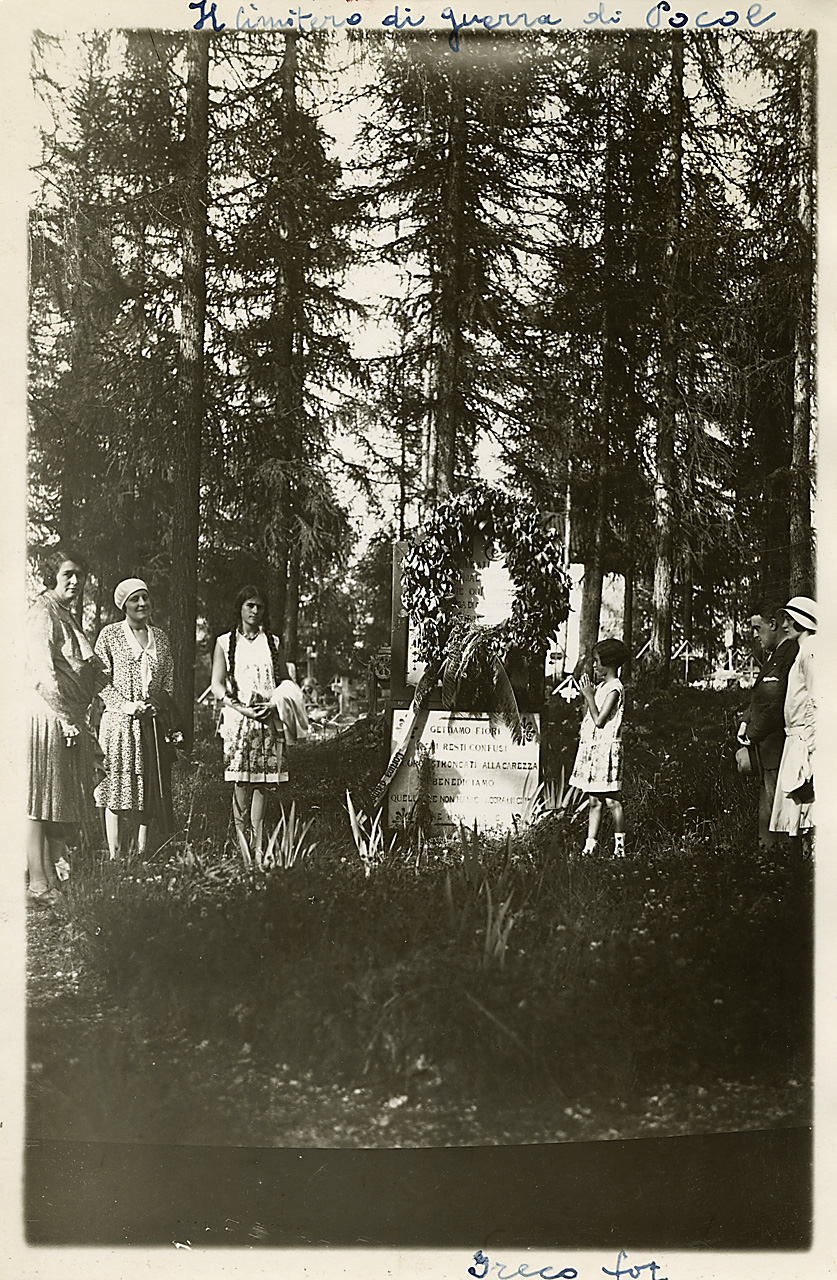
Commemorazione al sacrario in una foto d'epoca
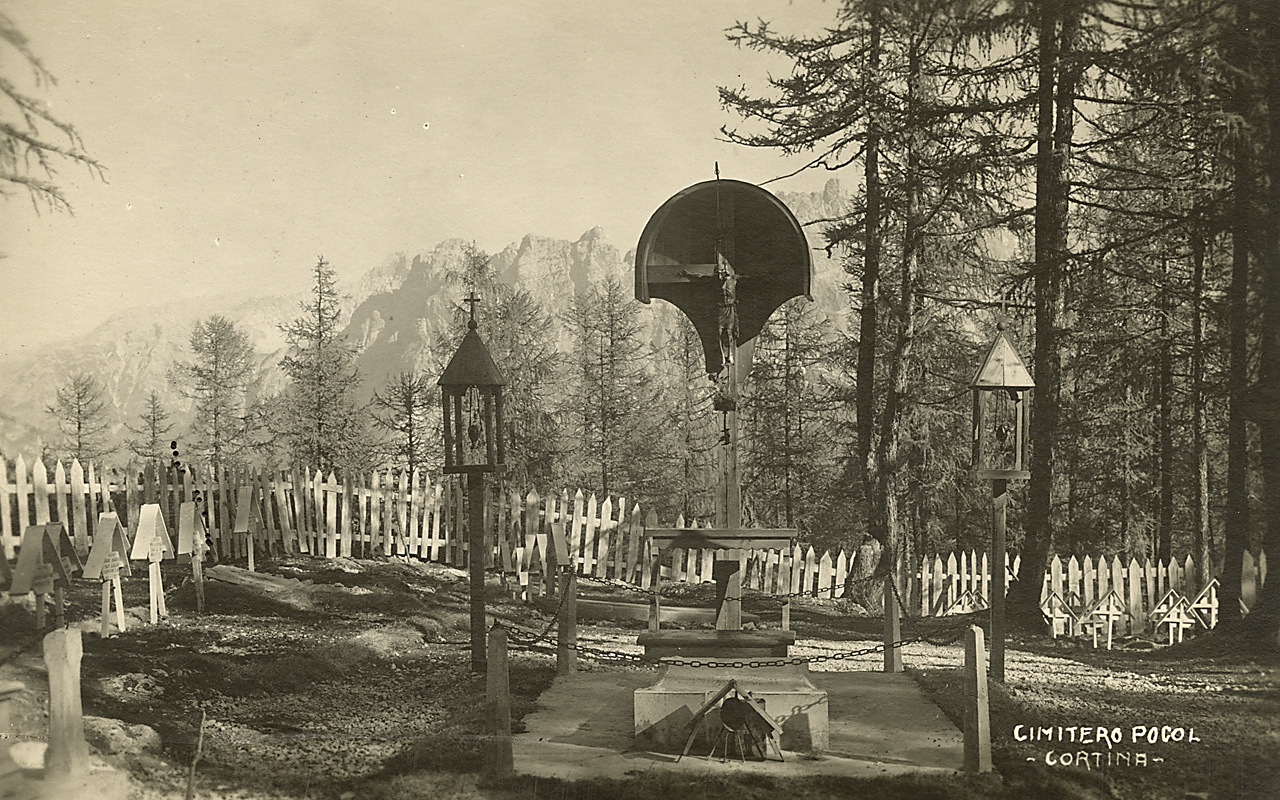
Crocefisso posto al sacrario in una foto d'epoca
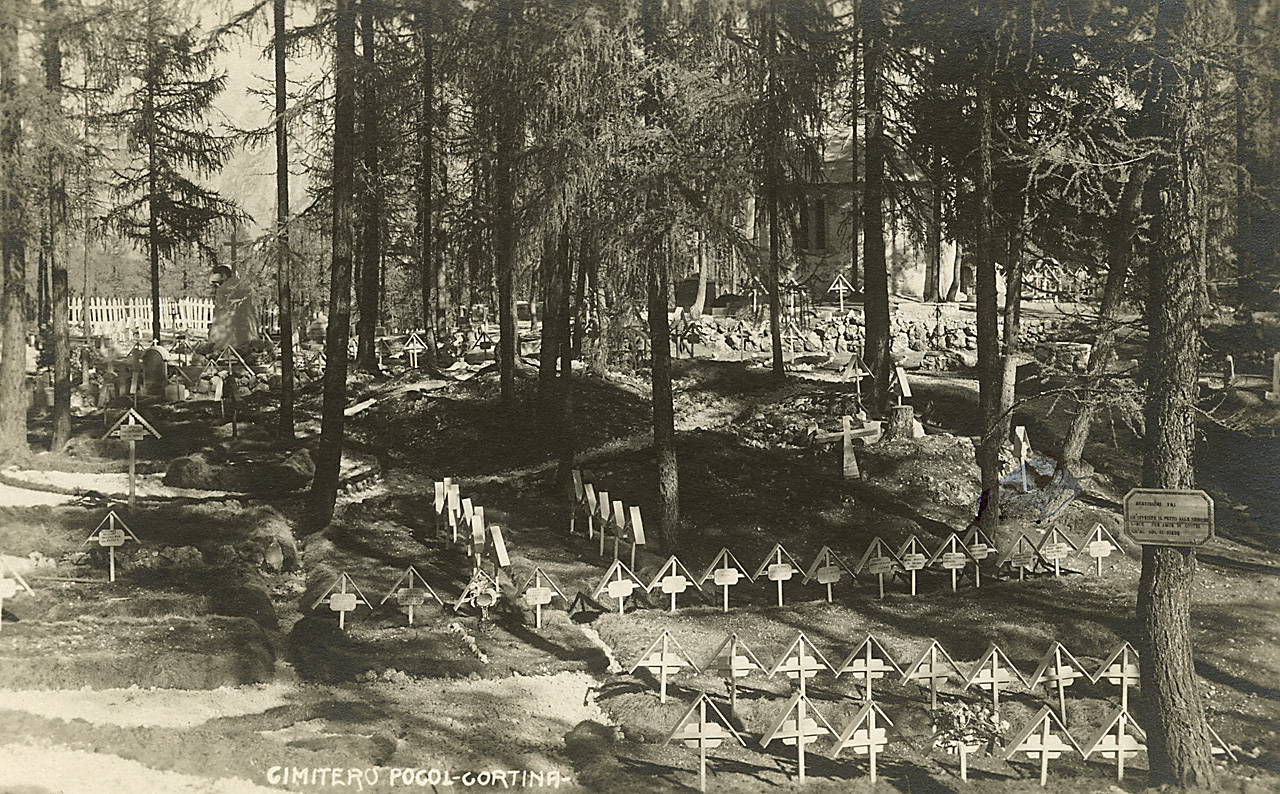
Il sacrario appena realizzato
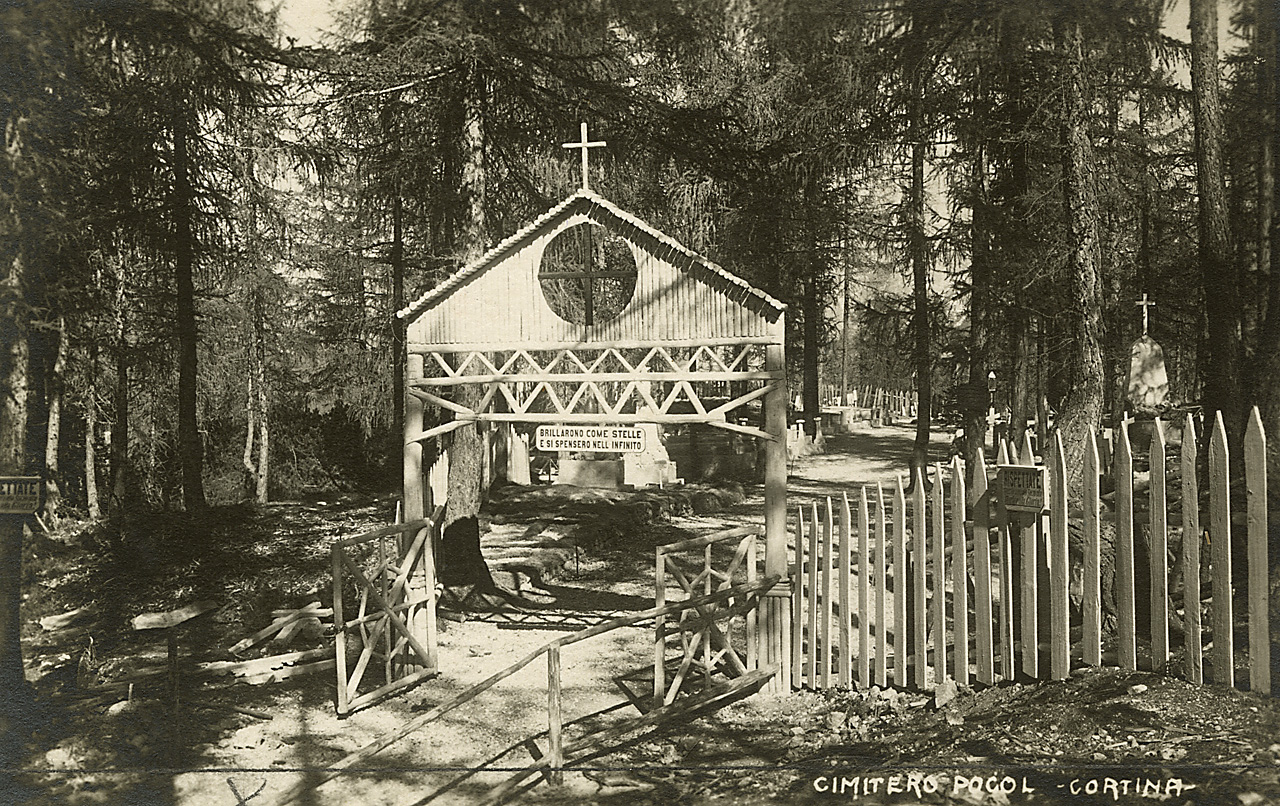
Il sacrario in una foto d'epoca, la scritta recita "Brillarono come stelle e si spensero nell'infinito"